# Habersham County
Habersham County är ett administrativt område i delstaten Georgia, USA. År 2010 hade countyt 43 041 invånare. Den administrativa huvudorten (county seat) är Clarkesville.

## Geografi
Enligt United States Census Bureau har countyt en total area på 723 km². 720 km² av den arean är land och 3 km² är vatten.

### Angränsande countyn
- Rabun County, Georgia - nord
- Oconee County, South Carolina - öst
- Stephens County, Georgia - öst
- Banks County, Georgia - syd
- Hall County, Georgia - sydväst
- White County, Georgia - väst
- Towns County, Georgia - nordväst

### Orter
- Alto (delvis i Banks County)
- Baldwin (delvis i Banks County)
- Clarkesville (huvudort)
- Cornelia
- Demorest
- Mount Airy
- Tallulah Falls (delvis i Rabun County)